# Apostolisch vicariaat Iquitos
Het apostolisch vicariaat Iquitos (Latijn: Vicariatus Apostolicus Iquitosensis) is een rooms-katholiek apostolisch vicariaat met als zetel Iquitos, in Peru. Het apostolisch vicariaat is vrijgesteld en valt als immediatum direct onder de Heilige Stoel, zonder te behoren tot een kerkprovincie. 

## Geschiedenis
Het apostolisch vicariaat werd opgericht op 4 februari 1900, als de apostolische prefectuur San León del Amazonas, uit delen van het bisdom Chachapoyas. Op 22 februari 1921 werd het verheven tot apostolisch vicariaat. Op 1 augustus 1945 veranderde het van naam naar apostolisch vicariaat Iquitos. 

## Parochies
Het apostolisch vicariaat had in 2020 een oppervlakte van 100.042 km2 en telde 1.200.200 inwoners waarvan 85,9% rooms-katholiek was.

## Ordinarii

### Prefecten
- Paulino Díaz Rodriguez (19 juni 1900 - 24 oktober 1911)
- Pedro Prat Escalas (24 oktober 1911 - 12 februari 1914)
- Rufino Santos Pérez (12 februari 1914 - 15 september 1915)

### Apostolisch vicarissen
- Sotero Redondo Herrero (15 september 1915 - 24 februari 1935)
- José Constantino García Pulgar (21 augustus 1941 - 30 januari 1954)
- Angel Rodríguez Gamoneda (8 mei 1955 - 12 juni 1967)
- Gabino Peral de la Torre (12 juni 1967 - 5 januari 1991; coadjutor sinds 14 oktober 1965)
- Julián García Centeno (5 januari 1991 - 2 februari 2011; hulpbisschop sinds 19 juni 1989)
- Miguel Olaortúa Laspra (2 februari 2011 - 1 november 2019 )
- Miguel Ángel Cadenas Cardo (15 mei 2021 - heden)